# Boeing XAT-15
Le Boeing AT-15 est un bombardier d'entraînement à bimoteur américain construit par Boeing. Seuls deux prototypes ont été construits et ont été désignés XAT-15. Au départ, il était prévu que 1 000 avions soient construits, mais à cause de la Seconde Guerre mondiale l'achat a été annulé.

## Opérateur
États-Unis
- United States Army Air Corps